# Малые Горки (Воронежская область)
Ма́лые Го́рки — посёлок в Новоусманском районе Воронежской области. Входит в Орловское сельское поселение.

## Население
| 2000 | 2005 | 2008 | 2010 |
| ---- | ---- | ---- | ---- |
| 61   | ↘57  | ↘18  | ↗44  |

## Уличная сеть
- ул. Комарова.